# School Days (piosenka)
School Days (również znana jako School Day (Ring! Ring! Goes the Bell)) – piosenka napisana i nagrana przez ikonę Rock and Rolla Chucka Berry’ego.

## Lista pozostałych artystów, którzy nagrali utwór
- Don Lang & his Frantic
- AC/DC
- Gary Glitter
- Iron City Houserockers
- Jan & Dean
- Ol' 55
- The Beach Boys
- Ann Rabson
- Lil Rob
- The Simpsons
- Elvis Presley
- Led Zeppelin